# عراقيون في الأردن
العراقيون في الأردن هم اشخاص عراقيين الاصل، وصلو إلى الأردن سواء بسبب العقوبات الاقتصادية التي كانت مفروضة على العراق ان ذاك، في أعقاب حرب الخليج الثانية عام 1991، أو بسبب ثورة 14 تموز أو لاي سبب كان. تقدر اعداد اللاجئين العراقيين في الأردن عام 2011 حوالي 200,000 عراقي. بحسب مصادر حكومية أردنية. منهم 31,000 فقط سجلو انفسهم لدى المفوضية كلاجئين, و604 طلبو اللجوء.
لكن يبقى من الصعب تقدير العدد الحقيقي للعراقيين الذين دخلوا الأردن، ربما يكون دخل بعض منهم بطريقة غير قانونية، أو تجاوزو المدة المسموح لهم بالإقامة فيها، الذين قد يتردد البعض منهم في الكشف عن هويته خوفا من الترحيل. وهناك الذين سجلو انفسهم كلاجئين وهناك من لم يسجل. تبقى إحصائيات أعداد العراقيين المقيمين أو المولودين في المملكة الأردنية غير دقيقة ومرهونة بالمتغيرات في الواقع.

## أنظر ايضًا
- اللاجئون في الأردن